# 9250 Chamberlin
9250 Chamberlin (4643 P-L) là một tiểu hành tinh vành đai chính.